# Peter Erasmus Müller (Bischof)

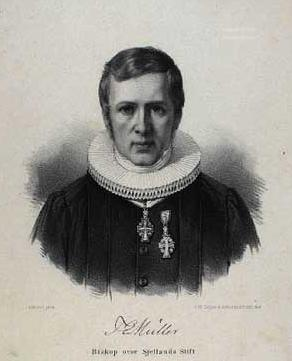
Peter Erasmus Müller

Peter Erasmus Müller (* 29. Mai 1776 in Kopenhagen; † 4. September 1834) war ein lutherischer Bischof von Roskilde, Historiker und Sprachwissenschaftler.

## Leben
Er war der Sohn des Konferenzrats Frederik Adam Müller († 1795). 1805 heiratete er Louise Augusta Stub (1778–1852), Tochter des Kommandeurkapitäns Otto Frederik Stub (1753–1827) und dessen Frau Louise Elisabeth Kratzenstein.
Mit vier Jahren verlor er seine Mutter. Er hatte kaum Umgang mit Gleichaltrigen und interessierte sich mehr für die Kunstschätze und Bücher seines Vaters. Nach einer Privatausbildung im Vaterhaus kam er 1792 an die Universität Kopenhagen und studierte Theologie. Er bestand alle Examina mit Auszeichnung. 1797 gewann er die Goldmedaille in einer theologischen Preisaufgabe und wurde mit einer Arbeit über Kirchengeschichte Magister. Im gleichen Jahr reiste er mit Jacob Aall zu deutschen Universitäten. Dort blieb er 1½ Jahre und reiste dann für ein weiteres Jahr zu den Universitäten in Frankreich und England. Nach seiner Rückkehr hielt er Vorlesungen über Christliche Morallehre und wurde außerordentlicher Professor der Theologie. 1803 erhielt er den theologischen Doktorgrad mit seiner Dissertation De hierarchia et studio vitæ asceticæ in sacris et mysteriis Græcorum Romanorumqve latentibus. Gleichzeitig übernahm er die Redaktion der Lærde Efterretninger (Gelehrte Nachrichten), die er 1811 als Dansk Litteraturtidende (Dänische Literaturzeitung) bis 1830 fortsetzte. Von besonderer Bedeutung sind seine vorzüglichen Nekrologe. 1808 wurde er ordentlicher Professor und amtierte gleich (sowie noch zwei weitere Male) als Rektor der Universität.
1811 wurde er Mitglied der Königlich Dänischen Akademie der Wissenschaften, wurde 1813 in die Königlich Dänische Gesellschaft für vaterländische Geschichte aufgenommen und kam 1815 in die „Arnamagnæanske Kommission“.
1830 wurde er als Nachfolger von Friedrich Münter zum Bischof des Bistums Seeland und somit zum Primas der (lutherischen) Dänischen Volkskirche berufen. In dieser Eigenschaft machte er sich den Ausgleich zwischen den streitenden Flügeln der Kirche zur Aufgabe.
Sein Sohn Otto war in jungen Jahren mit Hans Christian Andersen befreundet, was die Vernetzung in den literarischen Kreisen beleuchtet.
Nach längerer Krankheit starb er am 4. September 1834.

## Wirken als Theologe
Anfänglich hielt er exegetische Vorlesungen. Später las er nur noch Systematische Theologie. 1810 verfasste er sein Werk Kristelig Apologetik (Christliche Apologetik), in welchem er der Apologetik erstmals eine eigene wissenschaftliche Existenz innerhalb der Systematischen Theologie zu begründen versuchte. 1808 erschien sein Kristeligt Moralsystem, das auf Kants Philosophie beruhte und lange Zeit ein Standardwerk blieb. 1826 verfasste er System i den kristelige Dogmatik. In diese Zeit fällt die Auseinandersetzung der dänischen Kirche mit Grundtvig, der als „Kirchenkampf“ bezeichnet wird. Diese Auseinandersetzung war Müller in hohem Grad zuwider, und er hätte sich gerne herausgehalten, musste aber als Primas ab 1830 die unterschiedlichen Flügel versöhnen.

## Wissenschaftler
Die Theologie war nicht seine Leidenschaft. Diese gehörte vielmehr den historischen und sprachwissenschaftlichen Studien. 1829 erschien Dansk Synonymik eller Forklaring af enstydige danske Ord in zwei Bänden. 1806 wurde seine durchaus scharfsinnige Arbeit Antikvarisk Undersøgelse over de ved Gallehus fundne Guldhorn (Antiquarische Untersuchung über das bei Gallehus gefundene Goldhorn) von der wissenschaftlichen Gesellschaft mit einem Preis belohnt. Seine Arbeit kam zu dem heute unhaltbaren Ergebnis, es handele sich bei dem Goldhorn um ein Erzeugnis kelt-iberischen Ursprungs.
Seinen Ruhm begründete er aber mit seinen Forschungen über die altnordische Literatur und Geschichte. Bislang war auf diesem Gebiet planlos geforscht worden, und es gab keinen geordneten Überblick über das Material. Eine Unterscheidung zwischen mythischem und historischem Material war noch nicht getroffen. Seine Arbeit von 1812 „Om Avthentien af Snorres Edda og Beviset derfra kan hentes for Asalærens Ægthed“ richtete sich gegen die auch unter deutschen Gelehrten verbreitete Ansicht, dass die isländischen Quellen unhistorisch und die Götterlehre Snorris christlich infiziert seien. 1813 verfasste er das Buch Om det islandske Sprogs Vigtighed, wofür er von der „Selskabet for Norges Vel“ ausgezeichnet wurde.
1817–1820 gab er die Sagabibliothek in drei Bänden heraus. Das Werk war auch für Laien leicht zu lesen. Es gab eine zuverlässige Übersicht über die gesamte Sagaliteratur. Von jeder Saga wurde der Inhalt mitgeteilt, ihr mythischer Charakter und die historische Glaubwürdigkeit beleuchtet, die Entstehungszeit, der mögliche Verfasser und das Verhältnis zu den übrigen Sagas dargestellt. Das Werk beruhte nicht auf eingehendem Studium der Handschriften, und die sprachlichen und philologischen Kenntnisse Müllers waren nicht ausgeprägt. Es wurde aber zum Leitfaden des Sagastudiums der folgenden Zeit. 1820 und 1823 setzte er seine Untersuchungen mit Undersøgelse om Kilderne til Snorros Heimskringla og disses Troværdighed (Untersuchung über die Quellen von Snorris Heimskringla und deren Glaubwürdigkeit) fort. Darin stellte er Snorri als Kompilator älterer Traditionen ohne Originalität dar.
Von ähnlicher Bedeutung wurde 1823 Om Kilderne til Saxos 9 første Bøger og deres Troværdighed (Über die Quellen zu Saxos 9 ersten Büchern und deren Glaubwürdigkeit) und 1830 Kritiske Bemærkninger over Saxos danske Histories 10.-16. Bog (kritische Bemerkungen über Saxos dänische Historie 10.–16. Buch). Müllers letztes Vorhaben blieb unvollendet: Eine textkritische Ausgabe des Saxo Grammaticus mit begleitenden Erläuterungen. Bei seinem Tode fehlte der Druck des letzten Fünftels. Velschow vollendete das Werk und die Erläuterungen zu den letzten vier Büchern (Saxonis Grammatici Historia Danica). 1839 kam der Textband heraus, 1858 der Kommentar. In seinen letzten Lebensjahren verfasste er noch zwei Biographien: 1830 die Vita Andreæ Sunonis, archiepiscopi Lundensis und 1831–1833 die Vita Lagonis Urne, episcopi Roskildensis.